# A Bit of Fry and Laurie
A Bit of Fry and Laurie (Kawałek Frya i Laurie'ego) – brytyjski serial komediowy w konwencji sketch show, emitowany po raz pierwszy w latach 1989-1995 na antenie BBC Two. Autorami wszystkich skeczy oraz ich głównymi wykonawcami byli Stephen Fry i Hugh Laurie. Łącznie wyprodukowano 25 półgodzinnych odcinków podzielonych na 4 serie, do czego należy jeszcze dodać 35-minutowy odcinek pilotowy z 1987. Wszystkie one zostały wydane w Wielkiej Brytanii na DVD.
Serial charakteryzował się dość wyrafinowanym poczuciem humoru, opartym przede wszystkim na słowie. Choć na jego potrzeby stworzono wiele postaci fikcyjnych, często autorzy występowali pod własnymi nazwiskami lub przerywali skecze w połowie, przechodząc do "zupełnie prywatnych" rozmów czy sporów. Hugh Laurie regularnie grywał na fortepianie i innych instrumentach oraz śpiewał piosenki.
W latach 1990–1993 obaj panowie równocześnie pracowali nad innym serialem, emitowanym na antenie ITV1 kostiumowym Jeeves and Wooster. Po zakończeniu emisji serialu wyrazili też chęć dalszej współpracy. Jak na razie, wobec dużej ilości innych zajęć, nie udało się tego zrealizować.
Wydano cztery zbiory scenariuszy A Bit of Fry and Laurie:
- A Bit of Fry & Laurie. Mandarin Publishing, 1990. ISBN 0-7493-0705-6. (ang.). Brak numerów stron w książce
- A Bit More Fry & Laurie. Mandarin Publishing, 1991. ISBN 0-7493-1076-6. (ang.). Brak numerów stron w książce
- 3 Bits of Fry & Laurie. Mandarin Publishing, 1992. ISBN 0-7493-1701-9. (ang.). Brak numerów stron w książce
- Fry & Laurie Bit No. 4. Mandarin Publishing, 1995. ISBN 0-7493-1967-4. (ang.). Brak numerów stron w książce